# Песоцький Микола Федорович
Песоцький Микола Федорович (нар. 7 травня 1956 в селі Ящикове, Перевальський район, Луганська область — пом. 30 грудня 2019 в місті Луганськ) — український політик і публіцист.
Був народним депутатом України 3-го (1998—2002) і 4-го (2002—2003) скликань від СДПУ(О), головою політичної партіх «Народно-трудовий союз України» (з 2006).
В останні роки був членом Опозиційної платформи «За життя».

## Життєпис
Закінчив Луганський педагогічний інститут (1981, 1989), вчитель історії та суспільствознавства, географії і біології.
- 1971—1974 — учень ПТУ № 81, автослюсар, місто Комунарськ.
- 1974—1975 — служба в армії.
- 1976—1981 — студент Луганського педагогічного інституту.
- 1981—1987 — на комсомольській роботі, м. Луганськ.
- 1986—1990 — заступник директора СПТУ № 48; помічник заступника голови Луганського облвиконкому; заступник директора СПТУ № 26, начальник відділу центру науково—технічної творчості молоді «Союз», місто Луганськ.
- 1990—1994 — директор, генеральний директор Луганського НВП «Технопром Тех».
- 1994—1997 — голова фермерського господарства; директор МПП «Завод «Айдар—олія», місто Луганськ.
- 1997—1998 — заступник Луганського міського голови з питань діяльності органів виконавчої влади.
- 2001—04.2002 — перший заступник голови Луганської облдержадміністрації.
- 17.04.2003—25.02.2005 — Голова Державного комітету України з державного матеріального резерву.

## Політична діяльність
- 1990—1991 — співголова Демплатформи Луганської області.
- 1991—1993 — голова Луганської обласної організації ПДВУ.
- 1993—1996 — голова Луганської обласної організації СДПУ(О). 1993—1995 — заступник голови Ради СДПУ(О).
- 1994—1996 — член Правління СДПУ(О).
- 1995—1998 — член Центральної ради СДПУ(О)
- член Політради СДПУ(О) (1998—01.2005)
- секретар Луганського обкому СДПУ(О) (1996—01.2005)
- член Політбюра СДПУ(О) (05.1999—01.2005),
- заступник голови СДПУ(О) (03.2003—01.2005).

Народний депутат України 4-го скликання 10.2002—05.2003 від СДПУ(О), № 23 в списку. На час виборів: народний депутат України, член СДПУ(О). Член фракції СДПУ(О) (з 10.2002). Член Комітету з питань Регламенту, депутатської етики та організації роботи ВР України (з 12.2002). Склав депутатські повноваження 15.05.2003.
Народний депутат України 3-го скликання 03.1998—04.2002 від СДПУ(О), № 16 в списку. На час виборів: заступник Луганського міського голови з питань діяльності органів виконавчої влади, член СДПУ(О). Член Комітету з питань паливно-енергетичного комплексу, ядерної політики та ядерної безпеки (з 07.1998); член фракції СДПУ(О) (з 05.1998).